# Учкус-Инканьян
Учкус-Инканьян (кечуа uchku Inka, от uchku — дыра, отверстие Inka — инки, ñan — дорога, путь, испанизированное произношение Uchcus Incañan, Uchkus Incanan, Uchkus Incañan) — археологический комплекс в Перу, в сельском муниципалитете Учкус, округе Яули, провинция Чули, региона Уанкавелика. Расположен на высоте 3800 м над уровнем моря, на правом берегу реки Ичу.
Предполагается, что в древние времена здесь существовали центр проведения сельскохозяйственных опытов (пять платформ для засева с сетью подпитывающих каналов) и древняя обсерватория.

## Городище
Городище дневнего поселения лежит у южного подножия горы на склоне с наклоном в 30º и состоит из террас прямоугольной формы, а также квадратных и в виде полумесяца. Периметр составлен стенами 80 см высотой, расположенных на 5 платформах, к которым для орошения почвы подведён один основной канал и два вспомогательных, по которым шло водоснабжение, что со временем дало предпосылки для появления района Los Baños del Inca District. Эти сооружения были использованы для сельскохозяйственных экспериментов с семенными клубнями и злаковыми растениями, которые затем передавались в различных районы для дальнейшего выращивания и получения положительных результатов.

## Обсерватория
Примерно в 500 метрах от городища, в месте под названием Toculemisa, обнаружена постройка вокруг центрального двора с четырьмя окнами, ориентированными с севера на юг и с востока на запад. Эти окна использовались для наблюдения за небом и открытым оставалось только одно из них. Сооружение весьма напоминает обсерваторию, которую использовали для измерения длительности солнцестояния зимой и летом, и при помощи этого пытались определять, урожайными или нет будут сезоны в сельском хозяйстве, животноводстве и т.д.; возможно это был дворец инков или Callanca.
Из центрального сооружения дворца инков или Callanca просматриваются близлежащие окрестности на расстояние в 200 метров, включая овраги и холмы, окружающие строения. Потому существует мнение, что из этого центра могли контролировать перемещение жителей. Также на вершине сооружения находится плоский кусок скалы размером 10 на 30 метров, имеющий ряд каналов и отверстий различных форм и размеров, что предположительно служило зеркалом из воды для наблюдения за созвездиями.